# Артемьева, Галина Марковна
Галина Марковна Арте́мьева (в публикациях также Лифшиц и Лифшиц-Артемьева; род. 20 октября 1950, город  Каменка, Пензенская область) — русская писательница, автор психологических романов, филолог, кандидат филологических наук.

## Биография
Галина Марковна Артемьева родилась в селе Каменка Пензенской области с 2,5 лет воспитывалась у тёти в Москве. Получила блестящее образование и защитила диссертацию в области семантики. Владеет немецким, английским, итальянским и чешским языками. Была ученицей лексиколога, академика РАН Д. Н. Шмелева, а также философа А. Ф. Лосева.
Была колумнисткой журнала ELLE в 2006—2008 годах. С 2010 года по настоящее время Галина Артемьева сотрудничает с издательством «Эксмо», где издается её авторская серия «Лабиринты души». К настоящему моменту в серии вышло восемь книг, в числе которых романы и сборники рассказов. Рассказы из сборника «Пикник» были переведены на японский язык в феврале 2011 года. Имеет монографии на темы «Виды многозначности в современном русском языке» и «Многозначность слова в языке и речи. История слова „ночь“ в лирике О. Мандельштама», посвященные многозначности слова в языке и речи. Отдельная область деятельности — психология успеха, а также гендерная психология и НЛП.
Известный журналист, парламентский корреспондент, биолог Лев Московкин восхищался творчеством Галины Артемьевой в своем блоге http://leo-mosk.livejournal.com/
Живёт в Берлине и Люцерне.

## Семья
- Первый муж — Артём Артемьев, военный врач[источник не указан 1861 день]
  - Старший сын — Захар Артемьевич Артемьев (род. 21 марта 1978), журналист и писатель, работал в «Российской газете»[9].
  - Дочь — Ольга Артемьева, член Союза писателей, поэт, автор нескольких поэтических сборников[10].
  - Младший сын — Павел Артемьев (род. 28 февраля 1983), бывший участник группы «Корни», певец и музыкант[11].
- Второй муж (с 1997 года) — пианист Константин Яковлевич Лифшиц (род. 1976)[11].